# 화력여단 (대한민국)
화력여단(火力旅團, Fires Brigade)은 2019년 1월 3일 강원특별자치도 원주시에서 창설된 대한민국 육군 지상작전사령부의 예하 여단이다.

## 역할
화력여단은 포병여단과는 다르게 자주포나 전차가 아닌 천무 다연장로켓, 전술지대지유도탄(KTSSM), ATACMS를 운용한다. 북한의 장사정포에 대응하기 위한 전문부대로서 전술지대지유도탄으로 장사정포 진지와 스커드 미사일 기지 등의 주요 목표를 타격할 수 있다.